# 摇蚊虫疫霉
摇蚊虫疫霉（学名：Erynia chironomis）是属于虫霉目虫霉科虫疫霉属的一种真菌，寄生在摇蚊上。该种分布于中国。